# L'arciere nero
L'arciere nero è un film del 1959 diretto da Piero Pierotti.